# Торговицька сільська рада (Млинівський район)
Торго́вицька сільська́ ра́да — колишній орган місцевого самоврядування у Млинівському районі Рівненської області. Адміністративний центр — село Торговиця.

## Загальні відомості
- Торговицька сільська рада утворена в 1944 році.
- Територія ради: 23,05 км²
- Населення ради: 613 особи (станом на 2001 рік)

## Населені пункти
Сільській раді підпорядковані населені пункти:
- с. Торговиця
- с. Завалля
- с. Лихачівка
- с. Нове

## Склад ради
Рада складається з 12 депутатів та голови.
- Голова ради: Лавренюк Катерина Василівна
- Секретар ради: Семенюк Олександр Дмитрович

### Керівний склад попередніх скликань
| Прізвище, ім'я, по батькові  | Основні відомості                                                                           | Дата обрання | Дата звільнення |
| ---------------------------- | ------------------------------------------------------------------------------------------- | ------------ | --------------- |
| Данильчук Петро Анатолійович | Сільський голова, 1960 року народження, член Народної партії                                | 26.03.2006   | 31.10.2010      |
| Лавренюк Катерина Василівна  | Сільський голова, 1962 року народження, освіта вища, Всеукраїнське об'єднання «Батьківщина» | 31.10.2010   |                 |

Примітка: таблиця складена за даними сайту Верховної Ради України